# Juin 1874

## Événements
- 5 juin : traité de Saigon entre l’empereur d’Annam, Tu Duc et la France, négocié par Paul-Louis-Félix Philastre. Le Viêt Nam reconnaît la souveraineté française sur les provinces de l’Ouest du Nam-Ky occupées par l’amiral de La Grandière depuis 1867. L'Annam (Viêt Nam) s'ouvre au commerce français.

- 27 juin : début de la Guerre de la rivière Rouge en Oklahoma (1874-1875).

## Naissances
- 6 juin : Nicola Canali, cardinal italien de la Curie romaine († 3 août 1961).
- 16 juin : Arthur Meighen, Premier Ministre canadien.

## Décès
- 4 juin : Julien Léopold Boilly, peintre et lithographe français (° 30 août 1796).
- 9 juin : Cochise, chef apache Chiricahua.
- 21 juin : Anders Jonas Ångström, astronome et physicien suédois.